# 메이신 고속도로

메이신 고속도로의 실제 안내판

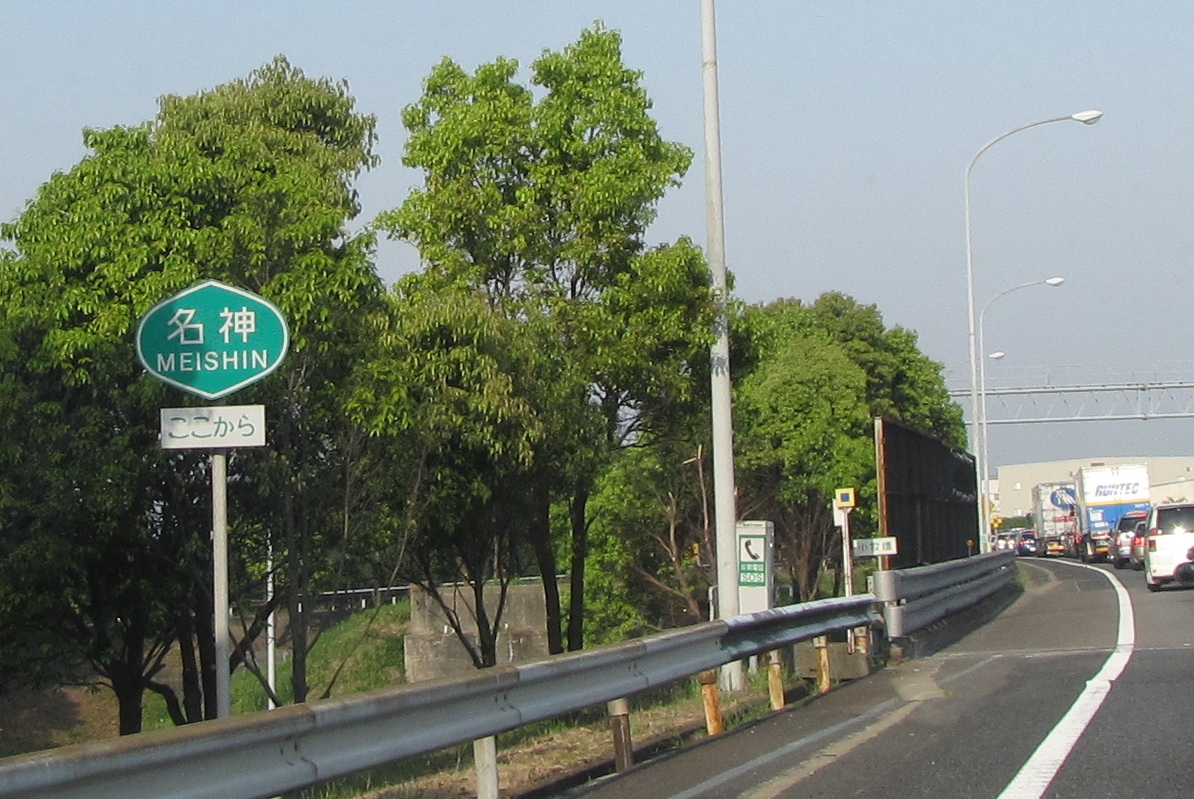
메이신 고속도로의 기점 표시
(고마키 IC 하행선 본선상)

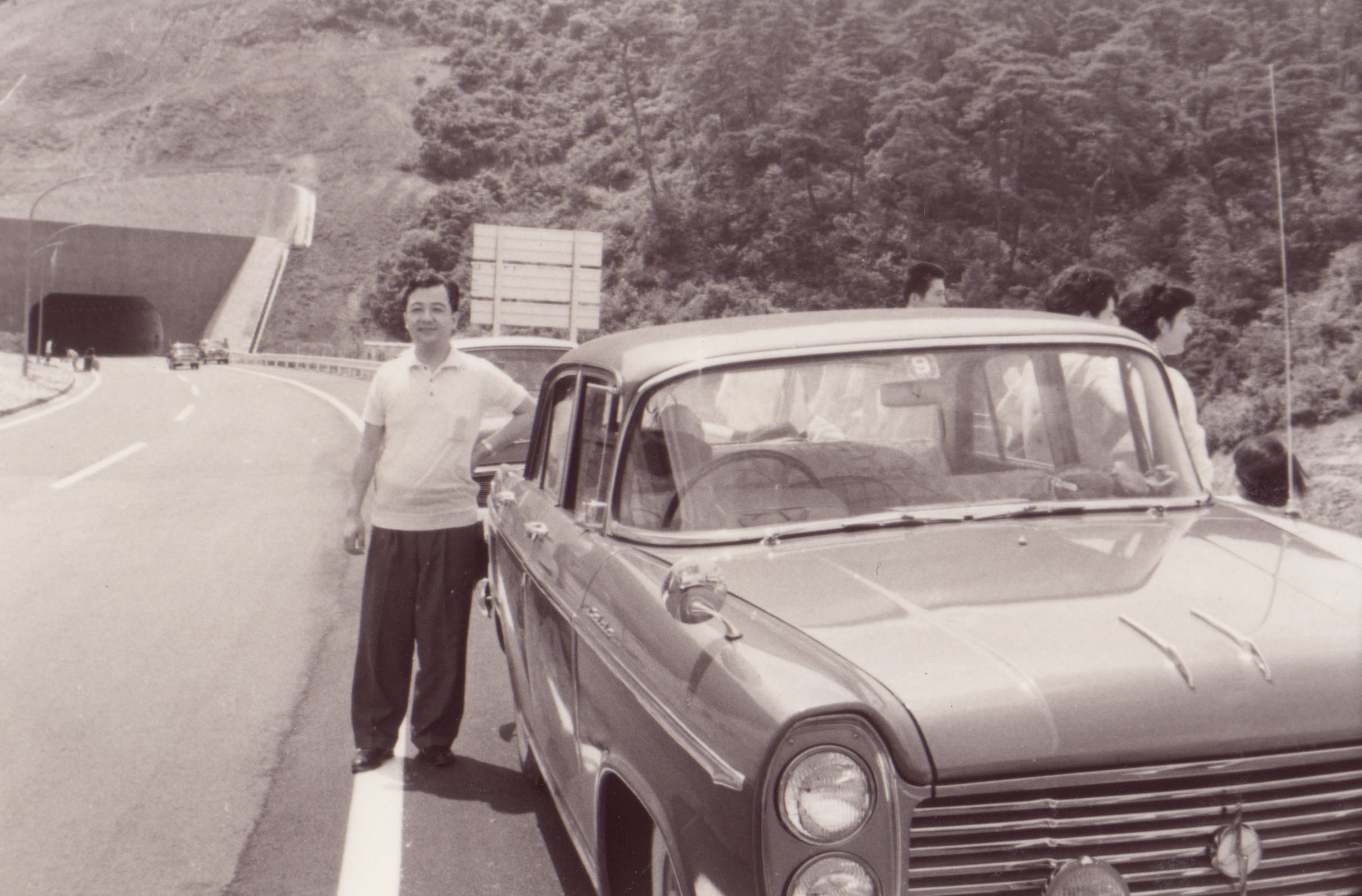
개통 당시의 오사카야마 터널
그 때에는 관광명소로 유명하다. (1963년)

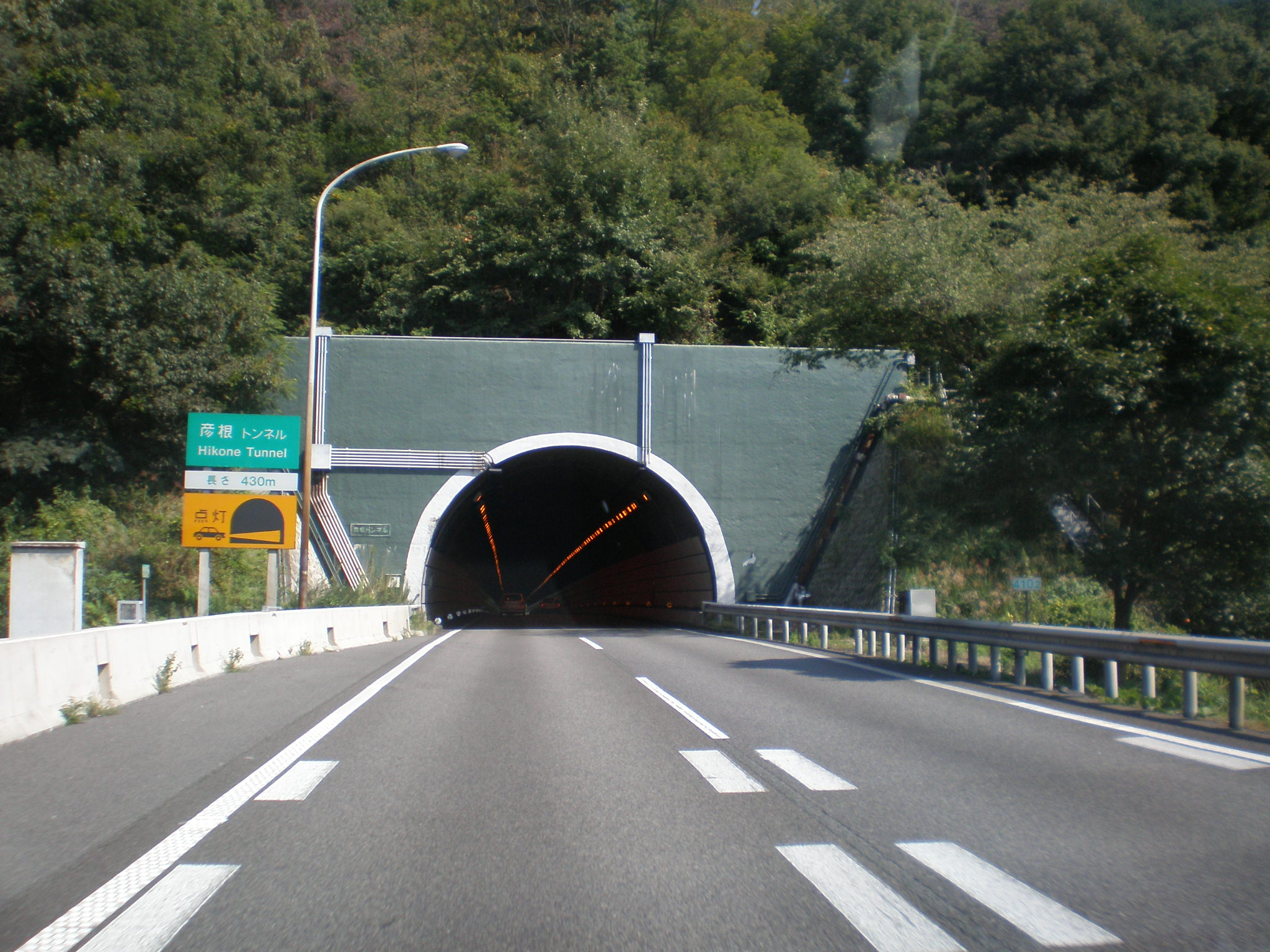
히코네 터널 상행선 입구

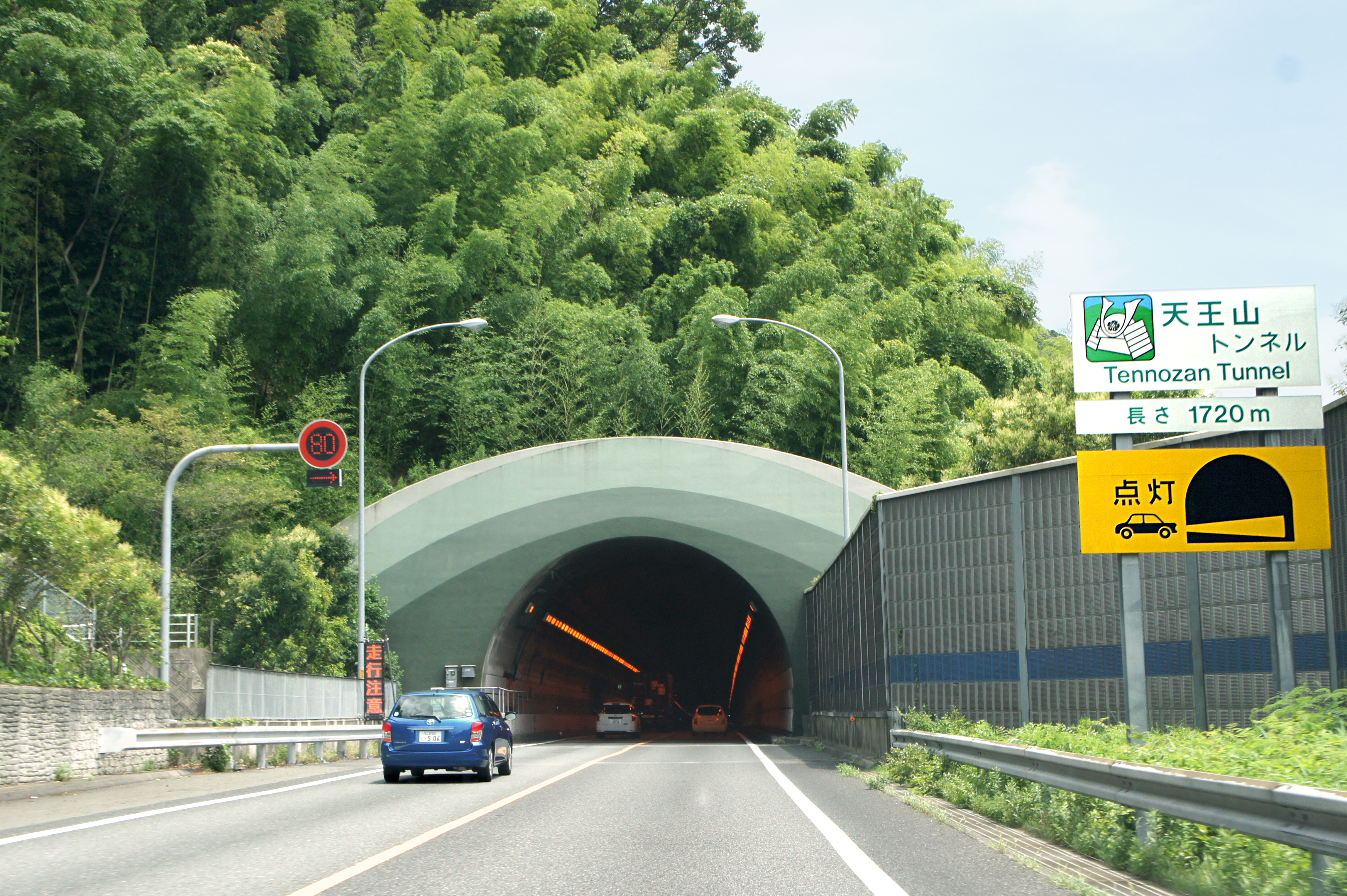
덴노잔 터널
상행선 우측 루트 입구

메이신 고속도로(일본어: 名神高速道路(めいしんこうそくどうろ) 메이신코오소쿠도오로[*], 명신고속도로)는 아이치현 고마키시 고마키 나들목과 효고현 니시노미야시 니시노미야 나들목을 잇는 고속도로 (고속 자동차 국도)이다. 일본에서 최초로 건설된 고속도로이며, 고마키 나들목 ~ 스이타 분기점 구간은 아시안 하이웨이 1호선()의 일부이다.
요카이치 나들목에서부터 동쪽은 NEXCO 중일본이, 서쪽의 경우 NEXCO 서일본이 각각 관리하고 있다.

## 역사
- 1963년 7월 16일: 아마가사키 - 릿토 간 개통
- 1964년 4월 12일: 릿토 - 세기가하라 간 개통

## 통과하는 지자체
- 아이치현
  - 고마키시 - 이와쿠라시 - 이치노미야시 - 이나자와시 - 이치노미야시

- 기후현
  - 하시마시 - 안파치군 안파치정 - 오가키시 - 요로군 요로정 - 오가키시 - 후와군 세키가하라정

- 시가현
  - 마이바라시 - 히코네시 - 이누카미군 (다가정 - 고라정) - 에치군 아이쇼정 - 히가시오미시 - 가모군 류오정 - 고난시 - 야스시 - 릿토시 - 고난시 - 릿토시 - 구사쓰시 - 오쓰시

- 교토부
  - 교토시 (야마시나구 - 후시미구 - 미나미구) - 무코시 - 나가오카쿄시 - 오토쿠니군 오야마자키정

- 오사카부
  - 미시마군 시마모토정 - 다카쓰키시 - 이바라키시 - 스이타시 - 도요나카시

- 효고현
  - 아마가사키시 - 니시노미야시

## 시설 목록
거리는 도쿄 나들목(도메이 고속도로)이 기점임.
| 나들목 번호               | 시설 이름                                                    | 일본어 이름        | 거리 (km)           | 접속 노선                                                  | 소재지   | 소재지       | 소재지       |
| ------------------------- | ------------------------------------------------------------ | ------------------ | ------------------- | ---------------------------------------------------------- | -------- | ------------ | ------------ |
| 도메이 고속도로에 접속함. |                                                              |                    |                     |                                                            |          |              |              |
| 24                        | 고마키 나들목                                                | 小牧IC             | 346.7               | 국도 제41호선 나고야 고속도로 11호 고마키 선               | 아이치현 | 고마키시     | 고마키시     |
| -                         | 오와리이치노미야 휴게소                                      | 尾張一宮PA         | 353.2(상) 352.4(하) |                                                            | 아이치현 | 이치노미야시 | 이치노미야시 |
| 25                        | 이치노미야 나들목                                            | 一宮IC             | 355.0               | 국도 제22호선 나고야 고속도로 16호 이치노미야 선           | 아이치현 | 이치노미야시 | 이치노미야시 |
| 25-1                      | 이치노미야 분기점                                            | 一宮JCT            | 359.6               | 도카이호쿠리쿠 자동차도                                    | 아이치현 | 이치노미야시 | 이치노미야시 |
| -                         | 하시마 휴게소 (하행만에 있음)                                | 羽島PA             | 366.1               |                                                            | 기후현   | 하시마시     | 하시마시     |
| 25-2                      | 기후하시마 나들목                                            | 岐阜羽島IC         | 368.1               |                                                            | 기후현   | 하시마시     | 하시마시     |
| 26                        | 오가키 나들목                                                | 大垣IC             | 374.9               | 국도 제258호선                                             | 기후현   | 오가키시     | 오가키시     |
| 26-1                      | 요로 분기점                                                  | 養老JCT            | 378.5               | 도카이 환상 자동차도(공사 중)                              | 기후현   | 요로군       | 요로정       |
| -                         | 요로 휴게소                                                  | 養老SA             | 381.7               |                                                            | 기후현   | 요로군       | 요로정       |
| 27                        | 세키가하라 나들목                                            | 関ヶ原IC           | 389.4               | 국도 제365호선                                             | 기후현   | 후와군       | 세키가하라정 |
| -                         | 이부키 휴게소                                                | 伊吹PA             | 398.6               |                                                            | 시가현   | 마이바라시   | 마이바라시   |
| 27-1                      | 마이하라 분기점                                              | 米原JCT            | 405.1               | 호쿠리쿠 자동차도                                          | 시가현   | 마이바라시   | 마이바라시   |
| 28                        | 히코네 나들목                                                | 彦根IC             | 412.9               | 국도 제306호선                                             | 시가현   | 히코네시     | 히코네시     |
| -                         | 다가 휴게소                                                  | 多賀SA             | 417.6               |                                                            | 시가현   | 이누카미군   | 다가정       |
| -                         | 하타쇼 휴게소                                                | 秦荘SA             | 424.2(상) 424.0(하) | 에치군                                                     | 시가현   | 아이쇼정     |              |
| 29                        | 요카이치 나들목                                              | 八日市IC           | 434.2               | 국도 제421호선                                             | 시가현   | 히가시오미시 | 히가시오미시 |
| -                         | 구로마루 휴게소                                              | 黒丸PA             | 437.6               |                                                            | 시가현   | 히가시오미시 | 히가시오미시 |
| 29-1                      | 류오 나들목                                                  | 竜王IC             | 446.9               | 국도 제477호선                                             | 시가현   | 가모군       | 류오정       |
| -                         | 보다이지 휴게소                                              | 菩提寺PA           | 451.3(상) 451.4(하) |                                                            | 시가현   | 고난시       | 고난시       |
| 29-2                      | 릿토히가시 분기점                                            | 栗東東JCT          | 457.9               | 고카코난 도로(공사 중)                                     | 시가현   | 릿토시       | 릿토시       |
| 30                        | 릿토 나들목                                                  | 栗東IC             | 457.9               | 국도 제1호선 국도 제8호선                                  | 시가현   | 릿토시       | 릿토시       |
| 30-1                      | 구사쓰 분기점                                                | 草津JCT            | 464.0               | 신메이신 고속도로                                          | 시가현   | 구사쓰시     | 구사쓰시     |
| -                         | 구사쓰 휴게소                                                | 草津PA             | 465.0               |                                                            | 시가현   | 오쓰시       | 오쓰시       |
| 30-2                      | 세타히가시 분기점 세타히가시 나들목 (나들목은 상행만에 있음) | 瀬田東JCT 瀬田東IC | 468.0               | 게이지 바이패스                                            | 시가현   | 오쓰시       | 오쓰시       |
| 30-2                      | 세타니시 나들목 (하행만에 있음)                              | 瀬田西IC           | 468.0               |                                                            | 시가현   | 오쓰시       | 오쓰시       |
| 31                        | 오쓰 나들목 오쓰 휴게소                                      | 大津IC 大津SA      | 474.3               |                                                            | 시가현   | 오쓰시       | 오쓰시       |
| 32                        | 교토히가시 나들목                                            | 京都東IC           | 477.6               |                                                            | 교토부   | 교토시       | 야마시나구   |
| 32-1                      | 교토미나미 분기점                                            | 京都南JCT          | -                   | 한신 고속도로 8호 교토 선                                  | 교토부   | 교토시       | 후시미구     |
| 33 33-1 33-2              | 교토미나미 나들목                                            | 京都南IC           | 487.5               |                                                            | 교토부   | 교토시       | 후시미구     |
| -                         | 가쓰라가와 휴게소                                            | 桂川PA             | 489.9               |                                                            | 교토부   | 교토시       | 미나미구     |
| 33-3                      | 오야마자키 분기점 오야마자키 나들목                          | 大山崎JCT 大山崎IC | 495.3               | 교토 종관 자동차도(공사 중) 게이지 바이패스 국도 제171호선 | 교토부   | 오토쿠니군   | 오야마자키정 |
| 34                        | 이바라키 나들목                                              | 茨木IC             | 511.4               | 국도 제171호선                                             | 오사카부 | 이바라키시   | 이바라키시   |
| 35                        | 스이타 분기점 스이타 나들목                                  | 吹田JCT 吹田IC     | 514.6               | 주고쿠 자동차도 긴키 자동차도                              | 오사카부 | 스이타시     | 스이타시     |
| -                         | 스이타 휴게소                                                | 吹田SA             | 517.4               |                                                            | 오사카부 | 스이타시     | 스이타시     |
| 36                        | 도요나카 나들목                                              | 豊中IC             | 524.2               | 한신 고속도로 11호 이케다 선                               | 오사카부 | 도요나카시   | 도요나카시   |
| 37                        | 아마가사키 나들목                                            | 尼崎IC             | 529.0               |                                                            | 오사카부 | 아마가사키시 | 아마가사키시 |
| 38                        | 니시노미야 나들목                                            | 西宮IC             | 529.0               | 한신 고속도로 3호 고베 선 국도 제43호선                    | 오사카부 | 니시노미야시 | 니시노미야시 |

## 주요 접속 도로
- 도메이 고속도로 (고마키 나들목 직결)
- 나고야 고속도로 11호 고마키 선 (고마키 나들목 접속)
- 나고야 고속도로 16호 이치노미야 선 (이치노미야 나들목 접속)
- 도카이 호쿠리쿠 자동차도 (이치노미야 분기점 접속)
- 도카이 환상 자동차도 (요로 분기점 접속)
- 호쿠리쿠 자동차도 (마이바라 분기점 접속)
- 신메이신 고속도로 오쓰 연락선 (구사쓰 분기점 접속)
- 게이지 바이패스 (세타히가시 분기점 접속)
- 한신 고속도로 8호 교토 선 (교토미나미 분기점 접속 : 사업중)
- 게이지 바이패스 (오야마자키 분기점 접속)
- 교토 종관 자동차도 (오야마자키 분기점 접속)
- 신메이신 고속도로 (다카쓰키 분기점 접속)
- 주고쿠 자동차도 (스이타 분기점 접속)
- 긴키 자동차도 (스이타 분기점 접속)
- 한신 고속도로 11호 이케다 선 (도요나카 나들목 접속)
- 한신 고속도로 3호 고베 선 (니시노미야 나들목 접속)